# هابيل مارتينيز
هابيل مارتينيز (3 يونيو 1993 بهافانا في كوبا - ) هو لاعب كرة قدم كوبي في مركز الوسط. لعب مع كروز آزول.

## وصلات خارجية
- هابيل مارتينيز على موقع الاتحاد الدولي (مؤرشف)  (الإنجليزية)
- هابيل مارتينيز على موقع قاعدة بيانات كرة القدم.إي يو (الإنجليزية)
- هابيل مارتينيز على موقع ناشيونال فوتبول تيمز (الإنجليزية)
- هابيل مارتينيز على موقع Soccerway.com (الإنجليزية)